# Sycon pulchrum
Sycon pulchrum är en svampdjursart som beskrevs av Tanita 1943. Sycon pulchrum ingår i släktet Sycon och familjen Sycettidae.
Artens utbredningsområde är havet kring Japan. Inga underarter finns listade i Catalogue of Life.